# Carol Dweck

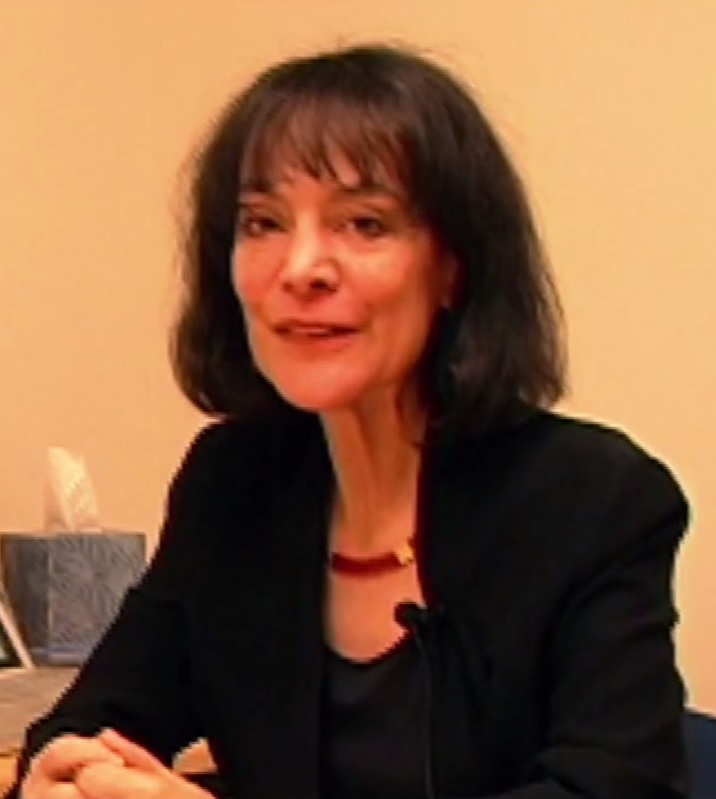
Carol Susan Dweck (2015)

Carol Susan Dweck (geboren am 17. Oktober 1946) ist eine US-amerikanische Psychologin. Sie ist Inhaberin der Lewis und Virginia Eaton Professur für Psychologie an der Stanford University. Dweck ist bekannt für ihre Arbeit über Motivation und Mindset. Sie war an der Universität von Illinois, Harvard und Columbia tätig, bevor sie 2004 an die Stanford University berufen wurde.

## Jugend und Ausbildung
Dweck wurde in New York geboren. Ihr Vater arbeitete im Export-Import-Geschäft und ihre Mutter in der Werbung. Sie war die einzige Tochter und das mittlere Geschwisterkind von drei Kindern.
Sie machte 1967 ihren Abschluss am Barnard College und promovierte 1972 in Psychologie an der Yale University.

## Karriere und Forschung
Nach ihrer Promotion trat Dweck in den Lehrkörper der Universität von Illinois ein und erreichte schließlich den Rang einer außerordentlichen Professorin. Im Jahr 1981 wurde sie Professorin am Harvard Laboratory of Human Development und kehrte 1985 an die University of Illinois zurück. Im Jahr 1989 trat sie in den Lehrkörper der Columbia University ein und wurde 2004 Lewis and Virginia Eaton Professorin für Psychologie an der Stanford University.
Dwecks Forschung konzentriert sich auf Mindset und Motivation.

## Auszeichnungen und Mitgliedschaften
Dweck wurde 2013 zum James McKeen Cattell Fellow der Association for Psychological Science (APS), 2019 zum APS Mentor Awardee und 2020 zum APS William James Fellow ernannt. Sie ist seit 2002 Mitglied der American Academy of Arts and Sciences und seit 2012 Mitglied der National Academy of Sciences (NAS). Dweck erhielt 2008 den Donald T. Campbell Award der APS, 2016 den Atkinson Prize in Psychological and Cognitive Sciences der NAS und 2017 den ersten Yidan-Preis. Durch ihre Alma Mater wurde sie 2015 mit der Wilbur Cross Medal geehrt.

## Publikationen (Auswahl)

### Wissenschaftliche Arbeiten
- Carol S. Dweck, Ellen L. Leggett: A social-cognitive approach to motivation and personality. In: Psychological Review. Band 95, Nr. 2, April 1988, ISSN 1939-1471, S. 256–273, doi:10.1037/0033-295X.95.2.256 (englisch).
- C. S. Dweck, C. Y. Chiu, Y. Y. Hong: Implicit Theories: Elaboration and Extension of the Model. In: Psychological Inquiry. Band 6, Nr. 4, 1995, S. 322–333, doi:10.1207/s15327965pli0604_12 (englisch).
- Lisa S. Blackwell, Kali H. Trzesniewski, Carol Sorich Dweck: Implicit Theories of Intelligence Predict Achievement Across an Adolescent Transition: A Longitudinal Study and an Intervention. In: Child Development. Band 78, Nr. 1, Februar 2007, ISSN 0009-3920, S. 246–263, doi:10.1111/j.1467-8624.2007.00995.x, PMID 17328703 (englisch).

### Bücher
- Heckhausen, Jutta (Hrsg.): Motivation and Self-Regulation Across the Life Span. Cambridge University Press, Cambridge, England 1998, ISBN 0-521-59176-7.
- Self-theories: Their Role in Motivation, Personality, and Development. Taylor & Francis-Psychology Press, Philadelphia, PA 2000, ISBN 1-84169-024-4.
- Mindset: The New Psychology of Success. Random House, New York, NY 2006, ISBN 1-4000-6275-6 (Google Books [abgerufen am 21. Juni 2023]).
- Elliot, Andrew J. (Hrsg.): Handbook of Competence and Motivation. Pbk. Auflage. Guilford Press, New York, NY 2007, ISBN 978-1-59385-606-9.
- Mindset: How You Can Fulfill Your Potential. Constable & Robinson, London, England 2012, ISBN 978-1-78033-200-0.

## Persönliches
Dweck ist mit David Goldman verheiratet, einem nationalen Theaterregisseur und -kritiker sowie Gründer und Leiter des National Center for New Plays an der Stanford University.